# Timon Wellenreuther
Timon Wellenreuther (* 3. Dezember 1995 in Karlsruhe) ist ein deutscher Fußballtorwart. Er steht beim niederländischen Verein Feyenoord Rotterdam unter Vertrag. Darüber hinaus ist er ehemaliger deutscher Nachwuchsnationalspieler.

## Karriere

### Vereinskarriere
Wellenreuther begann mit dem Fußballspielen im Jahr 2002 in der Jugend des Bulacher SC. 2005 wechselte er zum SV Karlsruhe-Beiertheim. Über die SpVgg Durlach-Aue und den FC-Astoria Walldorf wechselte er 2010 in die U16 des Karlsruher SC. Nach 22 Einsätzen in der B-Junioren-Bundesliga Süd/Südwest in der Saison 2011/12 rückte der Torwart 2012 in die U19 auf, für die er in der Saison 2012/13 der zu 16 Einsätzen in der Bundesliga Süd/Südwest kam.
Zur Saison 2013/14 wechselte Wellenreuther in die A-Jugend des FC Schalke 04. Dort absolvierte er elf Junioren-Bundesligaspiele und stand im Mai 2014 mit der Mannschaft im Finale des DFB-Junioren-Vereinspokals sowie im Halbfinale um die Meisterschaft und der UEFA Youth League. Für die folgenden drei Jahre unterschrieb der Keeper zu Beginn der Saison 2014/15 einen Profivertrag und gehörte dann als dritter Torhüter dem Kader der Bundesliga-Mannschaft des FC Schalke 04 an. In der Hinrunde spielte er für die U23 in der Regionalliga West.
Wellenreuther gab sein Profidebüt am 3. Februar 2015 beim 1:1 im Auswärtsspiel gegen den FC Bayern München, als er zur Halbzeit für den verletzten Fabian Giefer eingewechselt wurde. Insgesamt absolvierte er acht Spiele in der Bundesliga. Zudem stand er am 18. Februar 2015 im Champions-League-Achtelfinale gegen Real Madrid im Tor und löste damit Bernd Leno als bisher jüngsten eingesetzten deutschen Torwart in der „Königsklasse“ ab. Am 10. März 2015 gewann der FC Schalke mit Wellenreuther im Tor das Rückspiel gegen Real Madrid im Estadio Santiago Bernabéu mit 4:3. Aufgrund des verlorenen Hinspiels schied Schalke jedoch aus.
Am 25. Juni 2015 wurde Wellenreuther für ein Jahr an den spanischen Zweitligisten RCD Mallorca ausgeliehen und absolvierte dort 33 Ligaspiele.
Zur Saison 2016/17 kehrte Wellenreuther nach Gelsenkirchen zurück, hatte aber gegen Stammtorhüter Ralf Fährmann das Nachsehen und wurde nur in der U23 eingesetzt. Im Sommer 2017 wechselte er in die niederländische Eredivisie zu Willem II Tilburg. Bei Tilburg startete Wellenreuther als Stammtorhüter in die Saison, verlor seinen Platz aber nach einer 0:4-Niederlage am 7. Spieltag gegen die PSV Eindhoven an Mattijs Branderhorst; bis dahin hatte das Team nur drei Punkte geholt. Zum Ende der Hinrunde wurde Wellenreuther von Trainer Erwin van de Looi wegen „unprofessionellen Verhaltens im Training und außerhalb des Fußballplatzes“ aus dem Kader gestrichen. Erst ab März 2018 löste der Deutsche seinen Konkurrenten wieder ab, konnte aber in der Folge seinen Platz als Nummer 1 verteidigen. Die Spielzeit 2019/20, welche aufgrund der COVID-19-Pandemie vorzeitig abgebrochen wurde, beendete Wellenreuther mit Willem II als Tabellenfünfter, was die Teilnahme an der Qualifikation zur Europa League bedeutete. Im Anschluss an das Saisonende gab er bekannt, den Verein im Sommer verlassen zu wollen.
Am 5. Juni 2020 gab der belgische Erstdivisionär RSC Anderlecht seine Verpflichtung bis zum Ende der Saison 2023/24 bekannt. Dieser war in der Saison 2020/21 nicht für den Europacup qualifiziert. Wellenreuther stand in dieser Saison für Anderlecht in 23 von 40 möglichen Ligaspielen sowie bei 4 Pokalspielen im Tor. In den Meister-Play-off-Spielen wurde er nicht eingesetzt.
Nachdem er in der neuen Saison 2021/22 noch kein Spiel für Anderlecht bestritten hatte, wurde Wellenreuther Mitte August 2021 für den Rest der Saison an seinen alten Verein Willem II Tilburg ausgeliehen. Wellenreuther bestritt 31 von 33 möglichen Ligaspielen sowie ein Pokalspiel für Wilhelm II. In sechs Spielen blieb er dabei ohne Gegentor.
Nach Ablauf der Ausleihe gehörte er zunächst in der Saison 2022/23 wieder zum Kader des RSC Anderlecht, bestritt aber kein Spiel für Anderlecht. Mitte August 2022 wurde er für den Rest der Saison an den niederländischen Erstligisten Feyenoord Rotterdam ausgeliehen. Dort wurde er Ersatztorhüter hinter Justin Bijlow und kam zu insgesamt 14 Pflichtspieleinsätzen, davon neun in der Liga, als dieser verletzungsbedingt ausfiel. Am Ende der Saison gewann er mit der Mannschaft die niederländische Meisterschaft.
Anfang Juni 2023 zog Feyenoord die vereinbarte Kaufoption und verpflichtete Wellenreuther mit einem Vertrag mit einer Laufzeit von zwei Jahren fest.

### Nationalmannschaft
Im März 2015 wurde Wellenreuther von Trainer Frank Wormuth erstmals für die deutsche U20-Nationalmannschaft nominiert. Am 21. April 2015 debütierte er bei der 1:2-Niederlage im Test-Länderspiel gegen die Auswahl Italiens in Frosinone.
DFB-Trainer Horst Hrubesch nominierte Wellenreuther im August 2015 erstmals für den Kader der deutschen U21. Sein Debüt feierte er am 8. September 2015 beim 2:1-Sieg im Freundschaftsspiel gegen Dänemark in Lübeck.
An den Olympischen Spielen in Rio 2016 konnte Wellenreuther nicht teilnehmen, da der FC Schalke ihm keine Freigabe für den DFB erteilte.

## Sonstiges
Wellenreuther ist der Sohn des CDU-Politikers und ehemaligen Präsidenten des Karlsruher SC Ingo Wellenreuther. Er besuchte das Karlsruher Otto-Hahn-Gymnasium und nach seinem Wechsel zum FC Schalke 04 die Gesamtschule Berger Feld, die er 2014 mit dem Abitur verließ.

## Erfolge
- Niederländischer Meister:  2023
- Niederländischer Pokal: 2024
- Niederländischer Supercup: 2024